# Smythesdale
Smythesdale es una ciudad en Victoria, Australia. La ciudad está situada en la carretera de Glenelg. La mayor parte de la ciudad se encuentra en el Golden Plains Shire área del gobierno local; sin embargo, una pequeña parte se encuentra en la Comarca de Pyrenees. Smythesdale se encuentra 19 kilómetros al oeste de Ballarat y 135 kilómetros al oeste de la capital del estado, Melbourne. En el censo de 2011 , Smythesdale y sus alrededores tenía una población de 849 habitantes.
La ciudad fue fundada durante la Fiebre del oro de Victoria, y la oficina de correos se abrió el 14 de julio de 1854. La ciudad era conocida como cala de Smythe hasta 1864.
Instalaciones en la ciudad incluyen el Palacio de Justicia, construido en 1869 y el antiguo Palacio de Justicia, ahora el hogar de la sociedad histórica local.
Smythesdale es el lugar de nacimiento de Arthur Alfred Lynch, un gran pensador que fue entrenado en la ingeniería y la medicina, escribió poesía, era un miembro del Parlamento británico y luchó contra los británicos en la segunda guerra bóer. Fue también el hogar de la activista de los derechos de las mujeres Lillias Margaret Skene.